# Kurt Augustin
Kurt Augustin (* 1956 in Salzburg) ist ein österreichischer Bildhauer, Grafiker und Restaurator.
Augustin lebt und arbeitet in Linz und Bruneck und ist Mitglied der Berufsvereinigung der bildenden Künstler Österreichs, Sektion Oberösterreich.

## Leben und Wirken
Er erhielt seine künstlerische Ausbildung im Rahmen seines Studiums an der Universität für künstlerische und industrielle Gestaltung Linz in der Meisterklasse Bildhauerei bei Erwin Reiter und schloss diese mit dem Diplom 1989 ab. Weitere Studien bei Rudolf Kortokrax, Rolf Szymansky. Seine Werke wurden im Rahmen von Ausstellungen in Österreich, Deutschland und Italien präsentiert und befinden sich in Privatbesitz im deutschsprachigen Raum sowie in den Vereinigten Staaten.

## Ausstellungen
- Gemeinschaftsausstellung im Nordico: Tür an Tür – Atelierhaus der Wirtschaft OÖ – Stadt Linz, Linz 2008[2]
- Einzelausstellung in der Galerie der Berufsvereinigung Bildender Künstler Oberösterreichs: Der Unmut – Der Gegenwart; Die Poesie – Des Künftigen; Das Elend – Der Erinnerung, Linz 2008[3]
- Einzelausstellung: Feuerwerk – Holzerlebniswelten, Fügen 2007[4]